# Композиция (литература)
Вижте пояснителната страница за други значения на Композиция.
Композицията в литературата е един от съществените елементи на художествените форми. За разлика от фабулата и сюжета, които имат ролята на предпоставки за превръщането на една литературна-художествена творба в идейно-естетическо явление, композицията е необходимо условие това да се случи. Композицията обаче присъства дори в творби, като лирическите, в които липсва сюжет.
Основните критерии за композицията са се оформили под въздействието на продължителни и различни обществени условия от древността до наши дни. Още Аристотел говори за необходимостта от единство в литературните произведения. Чрез композицията това единство се постига, като всяка сцена, действие, литературен герой, както и ключовите моменти от сюжета — завръзка, кулминация и развръзка – заемат съобразно значимостта си определено място в творбата и биват умело преплетени с останалите компоненти.
Аспекти на композицията са:
- как авторът започва произведението и как преминава към същността на изложението,
- как е осъществена веригата от причинно-следствени взаимовръзки,
- каква е връзката между отделните картини, събития и герои,
- какви събития обуславят развитието на характерите на героите,
- какви стилистични фигури и похвати се използват при изграждането на творбата.[2]

В зависимост от литературния род и вид на творбата, композицията е и един от основните определители на жанровите различия.
- При лириката характерни за композицията са липсата на сюжет, стихово-ритмичната структура, лаконичност, експресивност и монологично изложение.
- В драмата композицията се основава на драматичния конфликт и диалога между героите.
- Епичната композиция се отличава с бавно развиващо се и добре разгърнато сюжетно действие, както и с многото авторова реч.[2]